# Ordenssällskapet Stjärnfallet
Ordenssällskapet Stjärnfallet är ett svenskt ordenssällskap grundat i Stockholm år 1995. Den leds av en Stormästare, som kallas Ärke.

## Grader och ritualer
Ordens inre arbete sker i sex grader, vilka man uppnår steg för steg. Varje grad har en egen ritual vars symbolik och budskap är hemligt för utomstående samt medlemmar av lägre grader. Utöver de sex vanliga graderna har orden även en sk. "prövograd". Med detta menas att man därmed har möjlighet att utträda ur Orden om man inte tycker att det passar den förväntan man hade. Inriktning och symboler är förknippade med änglar men orden är för det inte religiös.